# Rochelle Forde
Rochelle Forde (geb. 1974) ist eine Rechtsanwältin und Politikerin in St. Vincent und den Grenadinen. Sie ist Speaker des House of Assembly seit November 2020.

## Karriere
Forde ist Barrister und Solicitor. Sie studierte an der Inns of Court School of Law in London. Sie arbeitete als Rechtsberaterin für verschiedene Firmen und war Deputy Chief Commissioner der Girl Guides Association of Saint Vincent and the Grenadines.
Forde wurde im Dezember 2005 erstmals für die Unity Labour Party (ULP) als Senator gewählt und zur stellvertretenden Sprecherin ernannt. Sie diente in dieser Funktion bis zum 29. Januar 2010.
2018 hielt Forde eine Rede bei einer Wahlkampfveranstaltung für Nazim Burke, den Oppositionsführer von Grenada, bei welcher sie „warm fraternal greetings“ (herzliche brüderliche Grüße) von Ralph Gonsalves übermittelte. Dies wurde als eine Anerkennung der Partei durch die ULP angesehen. Gonsalves sagte später: „Eine Anerkennung kann nur durch den politischen Führer der ULP erfolgen“.
Nach den Wahlen 2020 wurde Forde am 30. November 2020 zum Speaker des House of Assembly ernannt, nach Nominierung durch den Premierminister Gonsalves. Sie ist die erste Frau in dieser Rolle und hat auch eine weibliche Stellvertreterin. Gonzales war kritisiert worden, nachdem er ein Kabinett ernannt hatte, in welchem nur Männer vertreten waren. Zu ihrer Wahl sagte Forde: „machen sie nicht den Fehler eine alte, fehlgeleitete stereotype Mythe wiederaufleben zu lassen, welche in ihrer Dummheit irgendwie ein bestimmtes Geschlecht mit Schwachheit gleichsetzt“ („[do] not make the mistake of trying to resurrect an old, misguided stereotypical myth which in its folly somehow equated a particular gender with weakness“).